# Епархия Сейла
 Епархия Сейла  (лат. Dioecesis Saliensis) — епархия Римско-Католической церкви с центром в городе Сейл, Австралия. Епархия Сейла входит в митрополию Мельбурна. Кафедральным собором епархии Сейла является собор Пресвятой Девы Марии.

## История
10 мая 1887 года Святой Престол учредил епархию Сэйла, выделив её из епархии Мельбурна.

## Ординарии епархии
- епископ James Francis Corbett (1887 — 1912);
- епископ Patrick Phelan (1912 — 1925);
- епископ Richard Ryan (1926 — 1957);
- епископ Patrick Francis Lyons (1957 — 1967);
- епископ Arthur Francis Fox (1967 — 1981);
- епископ Joseph Eric D’Arcy (1981 — 1988);
- епископ Jeremiah Joseph Coffey (1989 — 2008);
- епископ Christopher Charles Prowse (2009 — 2013);
- епископ Patrick Michael O'Regan (с 4 декабря 2014 года).

## Источник
- Annuario Pontificio, Libreria Editrice Vaticana, Città del Vaticano, 2003, ISBN 88-209-7422-3.